# Iso Koiluoto, Nystad
Iso Koiluoto är en ö i Finland. Den ligger i Skärgårdshavet och i kommunen Nystad i den ekonomiska regionen  Nystadsregionen i landskapet Egentliga Finland, i den sydvästra delen av landet. Ön ligger omkring 53 kilometer väster om Åbo och omkring 200 kilometer väster om Helsingfors.
Öns area är 43,8 hektar och dess största längd är 1 kilometer i nord-sydlig riktning. Ön höjer sig omkring 10 meter över havsytan. I omgivningarna runt Iso Koiluoto växer i huvudsak barrskog.